# Amina Wadud
Amina Wadud (Bethesda, 25 de septiembre de 1952) es una erudita del islam, profesora y feminista estadounidense. En 1994 rompió la tradición musulmana de que sólo los imanes varones podían dirigir el sermón del viernes. 
Nacida y educada como metodista en Bethesda, Wadud se convirtió al islam en 1972, mientras estudiaba en la universidad de Pensilvania.
Es una persona de género no binario y sus pronombres son elle y ella.

## Trayectoria
Recibió su doctorado en la Universidad de Míchigan y durante sus estudios de grado estudió árabe en la Universidad Americana de El Cairo, la Universidad de El Cairo y en la Universidad Al-Azhar.
Actualmente trabaja como profesora asociada de estudios islámicos en la Universidad de la Commonwealth de Virginia (VCU), situada en Richmond (estado de Virginia), habiéndose incorporado a este puesto después de haber pasado un periodo de tiempo como profesora asistente en la International Islamic University Malaysia, cargo que ostentaba desde 1989.
Las áreas de especialidad de sus investigaciones incluyen estudios de género y del Corán. Wadud escribió un libro sobre el tema: el Corán y la mujer: relectura del texto sagrado desde una perspectiva femenina (Qur'an and woman: rereading the sacred text from a woman's perspective). La primera edición del libro, publicada por la editorial Sisters en Islam (en Malasia), continúa siendo utilizado en todo el mundo como un texto básico tanto para activistas como para académicos.
Después de publicar su primer libro, se presentó en charlas en universidades y otras diversas reuniones otras a través de los Estados Unidos y al exterior, por ejemplo, en Jordania, África del sur y meridional, Nigeria, Kenia, Pakistán, Indonesia, Canadá, Noruega, Países Bajos, Sarajevo, España y Malasia.
Su último libro, Inside the gender jihad: women's reform in islam, fue publicado en 2006.

## Sermón de viernes
En agosto de 1994, Wadud dirigió un jutba (sermón de viernes) sobre el tema «El islam como compromiso de entrega» en la mezquita de Claremont Main Road, ubicada en Ciudad del Cabo (Sudáfrica). Esto rompió la tradición musulmana de reservar el trabajo de imán (quienes dirigen los sermones) solo a varones. Por esa época, esto fue muy insólito en el mundo musulmán. Como resultado, hubo intentos en Virginia por parte de algunos musulmanes de expulsarla de su cargo en la Universidad de Commonwealth.
Wadud volvió a ser objeto de debate jurídico musulmán cuando dirigió otro sermón de viernes ante más de 100 varones y mujeres musulmanes en la Catedral episcopal de San Juan el Divino en Nueva York, el 18 de marzo de 2005. Tres mezquitas habían rehusado auspiciar este sermón.
Las actividades como imán de Wadud han tenido tanto objeciones como algún apoyo en los musulmanes alrededor del mundo. A pesar de la crítica, Wadud continúa liderando servicios de sermón del viernes para hombres y mujeres. El 28 de octubre de 2005 ―luego de su charla en el Congreso Internacional sobre Feminismo Islámico en Barcelona (España)―, Wadud fue invitada a conducir un sermón ante cerca de 30 personas.
Una considerable proporción de la comunidad islámica al menos aquellos considerados como estudiosos del islamismo, son críticos de las posturas y prácticas de Wadud.

## Aspecto sobre los medios
Wadud apareció en la radio WNYC el 14 de julio de 2006. Allí discutió el tema de sus actividades concernientes a llevar mujeres a servicios mixtos de sermones del viernes.